# Histoire des téléphones mobiles

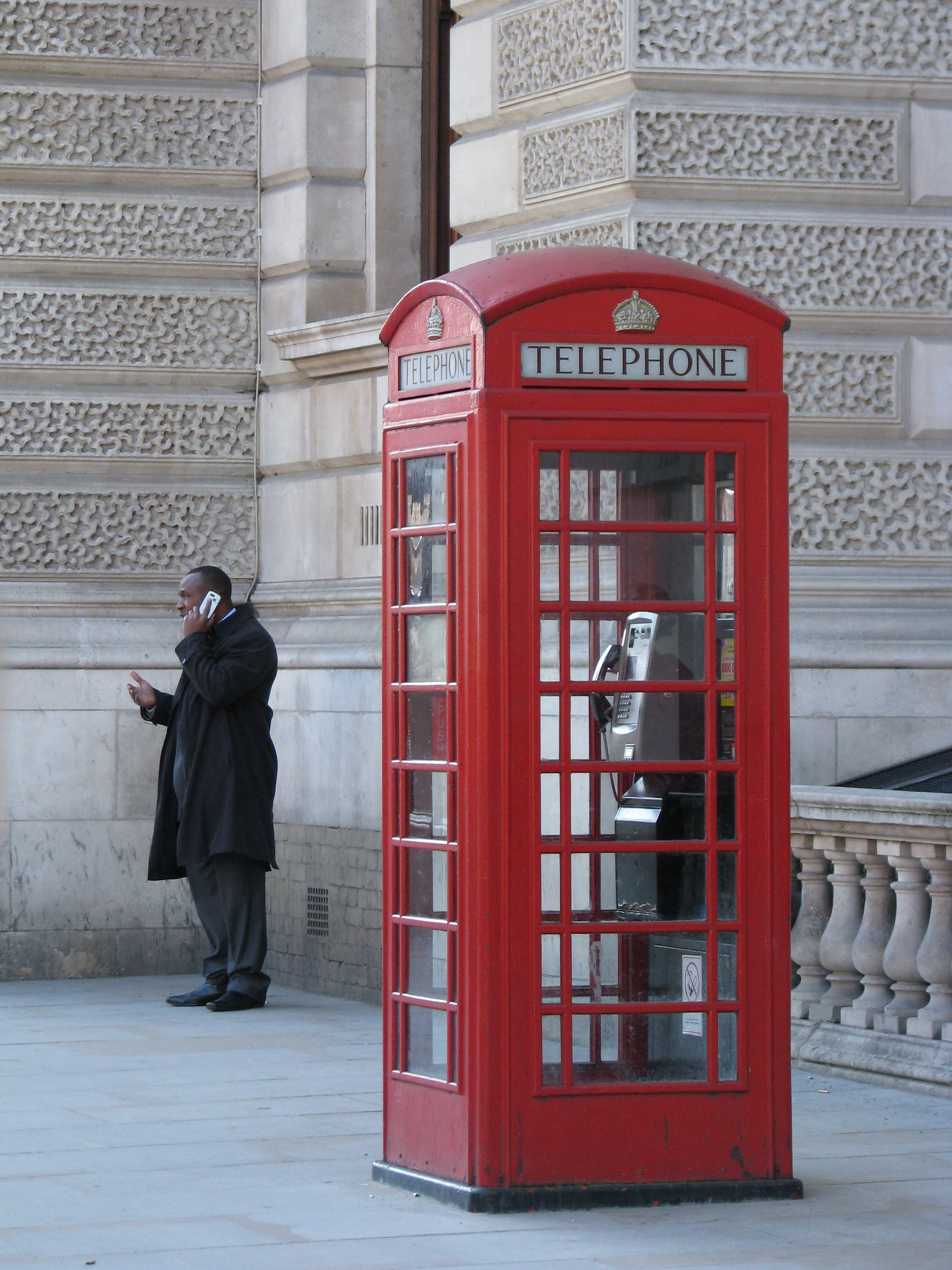
Un homme parle sur son téléphone portable tout en se tenant près d'une cabine téléphonique classique, qui reste vide. La technologie habilitante des téléphones mobiles a été développée dans les années 1940, mais ce n'est qu'au milieu des années 1980 qu'ils sont devenus largement disponibles. En 2011, on estimait en Grande-Bretagne que davantage d'appels étaient passés à l'aide de téléphones mobiles que d'appareils filaires.

L'histoire des téléphones mobiles couvre les appareils de communication mobiles qui se connectent sans fil au réseau téléphonique public commuté.
Si la transmission de la parole par signal a une longue histoire, les premiers appareils sans fil, mobiles et également capables de se connecter au réseau téléphonique standard sont beaucoup plus récents. Les premiers appareils de ce type étaient à peine portables par rapport aux appareils portables compacts d'aujourd'hui, et leur utilisation était maladroite.
Des changements radicaux sont intervenus tant dans la mise en réseau des communications sans fil que dans la prévalence de leur utilisation. Les smartphones sont devenus courants dans le monde entier et une proportion croissante de l'accès à l'internet se fait désormais par le biais du haut débit mobile.

## Fondations

### Prédécesseurs
En 1908, le professeur Albert Jahnke et la Oakland Transcontinental Aerial Telephone and Power Company ont prétendu avoir développé un téléphone sans fil. Ils ont été accusés de fraude et l'accusation a ensuite été abandonnée, mais ils ne semblent pas avoir poursuivi la production. À partir de 1918, le système ferroviaire allemand a testé la téléphonie sans fil sur les trains militaires entre Berlin et Zossen. En 1924, des essais publics ont commencé avec la connexion téléphonique sur les trains entre Berlin et Hambourg. En 1925, la société Zugtelephonie AG a été fondée pour fournir des équipements de téléphonie ferroviaire et, en 1926, le service téléphonique dans les trains de la Deutsche Reichsbahn et du service postal allemand sur la ligne entre Hambourg et Berlin a été approuvé et proposé aux voyageurs de première classe. 
La fiction a anticipé le développement des téléphones mobiles dans le monde réel. En 1906, le caricaturiste anglais Lewis Baumer (en) a publié dans le magazine Punch une caricature intitulée « Forecasts for 1907 », dans laquelle il montrait un homme et une femme dans le Hyde Park de Londres, chacun séparément, en train de jouer et de sortir avec un équipement de téléphonie sans fil. Puis, en 1926, l'artiste Karl Arnold a créé une caricature visionnaire sur l'utilisation des téléphones mobiles dans la rue, dans l'image « téléphonie sans fil », publiée dans le magazine satirique allemand Simplicissimus. 
La Seconde Guerre mondiale a permis l'utilisation militaire des liaisons de radiotéléphonie. Les émetteurs-récepteurs radio portatifs sont disponibles depuis les années 1940. Les téléphones mobiles pour automobiles sont devenus disponibles auprès de certaines compagnies de téléphone dans les années 1940. Les premiers appareils étaient encombrants, consommaient beaucoup d'énergie et le réseau ne permettait que quelques conversations simultanées. Les réseaux cellulaires modernes permettent une utilisation automatique et omniprésente des téléphones mobiles pour les communications vocales et de données. 
Aux États-Unis, des ingénieurs des Bell Labs ont commencé à travailler sur un système permettant aux utilisateurs mobiles de passer et de recevoir des appels téléphoniques depuis leur voiture, ce qui a conduit à l'inauguration du service mobile le 17 juin 1946 à St Louis, dans le Missouri. Peu de temps après, AT&T a proposé le service de téléphonie mobile. Un large éventail de services de téléphonie mobile, pour la plupart incompatibles, offrait une zone de couverture limitée et seulement quelques canaux disponibles dans les zones urbaines. Comme les appels étaient transmis sous forme de signaux analogiques non cryptés, ils pouvaient être écoutés par toute personne disposant d'un équipement radio capable de recevoir ces fréquences. L'introduction de la technologie cellulaire, qui permet de réutiliser plusieurs fois les fréquences dans de petites zones adjacentes couvertes par des émetteurs de relativement faible puissance, a rendu l'adoption généralisée des téléphones mobiles économiquement faisable.  
En URSS, Leonid Kupriyanovich (en), un ingénieur de Moscou, a développé et présenté, entre 1957 et 1961, un certain nombre de radios de communication expérimentales de poche. Le poids d'un des modèles, présenté en 1961, n'était que de 70 g et pouvait tenir sur la paume de la main,. Cependant, en URSS, la décision a d'abord été prise de développer le système du téléphone automobile « Altai ».  
En 1965, la société bulgare « Radioelektronika » a présenté un téléphone mobile automatique combiné à une station de base lors de l'exposition internationale Inforga-65 à Moscou. Les solutions de ce téléphone étaient basées sur un système développé par Leonid Kupriyanovich. Une station de base, reliée à une ligne téléphonique, pouvait desservir jusqu'à 15 clients.  
Les progrès de la téléphonie mobile peuvent être retracés par générations successives, depuis les premiers services « 0G » comme MTS et son successeur, Improved Mobile Telephone Service, jusqu'aux réseaux cellulaires analogiques de première génération (1G), aux réseaux cellulaires numériques de deuxième génération (2G), aux services de données à large bande de troisième génération (3G) et aux réseaux IP natifs de quatrième génération (4G). 

### Technologie sous-jacente
Le développement de la technologie d'intégration à grande échelle (LSI) des MOSFET (transistors MOS), de la théorie de l'information et des réseaux cellulaires a conduit au développement de communications mobiles abordables. Les télécommunications sans fil ont connu une croissance rapide vers la fin du XXe siècle, principalement en raison de l'introduction du traitement des signaux numériques dans les communications sans fil, grâce au développement de la technologie RF CMOS (en) (CMOS complémentaire radiofréquence) à faible coût et à très grande intégration (VLSI). 
Le développement de la technologie des téléphones cellulaires a été rendu possible par les progrès réalisés dans la fabrication des dispositifs semi-conducteurs MOSFET (transistor à effet de champ métal-oxyde-silicium). Le MOSFET (transistor MOS), inventé par Mohamed M. Atalla et Dawon Kahng aux laboratoires Bell en 1959, est l'élément de base des téléphones cellulaires modernes,. La mise à l'échelle du MOSFET, qui consiste à réduire la taille des transistors MOS tout en diminuant leur consommation d'énergie, a permis la mise au point de la technologie d'intégration à très grande échelle (VLSI), le nombre de transistors MOS dans les puces de circuits intégrés augmentant à un rythme exponentiel, comme le prédit la loi de Moore. La mise à l'échelle continue des transistors MOSFET a finalement rendu possible la construction de téléphones portables. Un smartphone moderne typique est construit à partir de milliards de minuscules transistors MOSFET à partir de 2019, utilisés dans des circuits intégrés tels que les microprocesseurs et les puces mémoire, comme dispositifs d'alimentation et comme transistors en couches mincee (TFT) dans les écrans mobiles. 
Les progrès de la technologie de l'électronique de puissance MOSFET ont également permis le développement des réseaux mobiles numériques sans fil, qui sont essentiels aux téléphones portables modernes. L'adoption généralisée des dispositifs MOSFET de puissance (en), LDMOS (en) (MOS à diffusion latérale) et RF CMOS (en) (CMOS radiofréquence) a conduit au développement et à la prolifération des réseaux mobiles numériques sans fil dans les années 1990, et les progrès de la technologie MOSFET ont permis d'augmenter la bande passante dans les années 2000,,. La plupart des éléments essentiels des réseaux mobiles sans fil sont construits à partir de MOSFET, y compris les émetteurs-récepteurs mobiles, les modules de station de base, les routeurs, les amplificateurs de puissance RF, les circuits de télécommunication, les circuits RF et les émetteurs-récepteurs radio, dans des réseaux tels que 2G, 3G, et 4G.  
Un autre facteur important a été la batterie lithium-ion, qui est devenue indispensable comme source d'énergie pour les téléphones portables. La batterie lithium-ion a été inventée par John Goodenough, Rachid Yazami et Akira Yoshino dans les années 1980, et commercialisée par Sony et Asahi Kasei en 1991.

## Services précoces

### MTS
En 1949, AT&T a commercialisé le Mobile Telephone System. Depuis ses débuts à St Louis, Missouri, en 1946, AT&T a introduit le service de téléphonie mobile dans une centaine de villes et de couloirs d'autoroute en 1948. Le service de téléphonie mobile est une rareté, avec seulement 5 000 clients qui passent environ 30 000 appels par semaine. Les appels étaient établis manuellement par un opérateur et l'utilisateur devait appuyer sur un bouton du combiné pour parler et relâcher le bouton pour écouter. L'équipement de l'abonné pesait environ 36 kg (80 livres). 
La croissance du nombre d'abonnés et la génération de revenus ont été entravées par les contraintes de la technologie. Étant donné que seuls trois canaux radio étaient disponibles, seuls trois clients dans une ville donnée pouvaient passer des appels téléphoniques mobiles en même temps. Le service de téléphonie mobile était cher, coûtant 15 dollars américains par mois, plus 0,30-0,40 dollar par appel local, ce qui équivaut (en dollars américains de 2012) à environ 176 dollars par mois et 3,50-4,75 dollars par appel. 
Au Royaume-Uni, il existait également un système basé sur des véhicules appelé « Post Office Radiophone Service », qui a été lancé autour de la ville de Manchester en 1959. Bien qu'il exigeait que les appelants parlent à un opérateur, il était possible d'être mis en relation avec n'importe quel abonné en Grande-Bretagne. Le service a été étendu à Londres en 1965 et à d'autres grandes villes en 1972. 

### IMTS
AT&T a introduit la première amélioration majeure de la téléphonie mobile en 1965, donnant au service amélioré le nom évident de Improved Mobile Telephone Service (en). L'IMTS utilisait des canaux radio supplémentaires, permettant un plus grand nombre d'appels simultanés dans une zone géographique donnée, introduisait la numérotation par l'abonné, éliminant l'établissement manuel des appels par un opérateur, et réduisait la taille et le poids de l'équipement de l'abonné. 
Malgré l'amélioration de la capacité offerte par IMTS, la demande a dépassé la capacité. En accord avec les organismes de réglementation des États, AT&T a limité le service à seulement 40 000 clients à l'échelle du système. À New York, par exemple, 2 000 clients se partageaient seulement 12 canaux radio et devaient généralement attendre 30 minutes pour passer un appel. 

### Radio Common Carrier

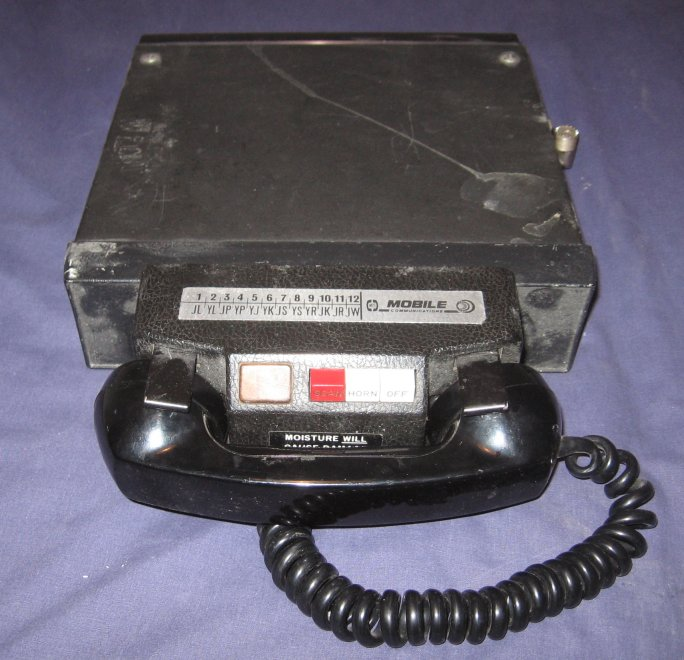
Un radiotéléphone mobile.

Radio Common Carrier ou RCC était un service introduit dans les années 1960 par des compagnies de téléphone indépendantes pour concurrencer l'IMTS d'AT&T. Les systèmes RCC utilisaient des fréquences jumelées UHF 454/459 MHz et VHF 152/158 MHz proches de celles utilisées par IMTS. Les services basés sur le RCC ont été fournis jusque dans les années 1980, lorsque les systèmes cellulaires AMPS ont rendu l'équipement RCC obsolète. 
Certains systèmes RCC ont été conçus pour permettre aux clients des opérateurs adjacents d'utiliser leurs installations, mais les équipements utilisés par les RCC ne permettaient pas l'équivalent de l'« itinérance » moderne car les normes techniques n'étaient pas uniformes. Par exemple, le téléphone d'un service RCC basé à Omaha, au Nebraska, ne fonctionnerait probablement pas à Phoenix, en Arizona. L'itinérance n'était pas encouragée, en partie, parce qu'il n'existait pas de base de données de facturation centralisée pour les RCC. Les formats de signalisation n'étaient pas normalisés. Par exemple, certains systèmes utilisaient la radiomessagerie séquentielle à deux tons pour alerter un mobile d'un appel entrant. D'autres systèmes utilisaient la DTMF. Certains utilisaient le Secode 2805, qui transmettait une tonalité interrompue de 2805 Hz (similaire à la signalisation IMTS) pour alerter les mobiles d'un appel offert. Certains équipements radio utilisés avec les systèmes RCC étaient des équipements LOMO half-duplex, push-to-talk, tels que les portatifs Motorola ou les radios bidirectionnelles conventionnelles de la série 700 de RCA. D'autres équipements embarqués avaient des combinés téléphoniques et des cadrans rotatifs ou des boutons-poussoirs, et fonctionnaient en duplex intégral comme un téléphone filaire classique. Quelques utilisateurs disposaient de téléphones de poche en duplex intégral (très avancés pour l'époque). 
À la fin de l'existence du RCC, les associations professionnelles travaillaient sur une norme technique qui aurait permis l'itinérance, et certains utilisateurs mobiles disposaient de plusieurs décodeurs pour pouvoir fonctionner avec plusieurs des formats de signalisation courants (600/1500, 2805 et Reach). Le fonctionnement manuel était souvent une solution de repli pour les itinérants RCC. 

### Autres services
En 1969, la Penn Central Railroad a équipé les trains de banlieue le long de l'itinéraire New York-Washington de 360 kilomètres (220 mi) de téléphones spéciaux payants qui permettaient aux passagers de passer des appels téléphoniques pendant que le train était en mouvement. Le système réutilisait six fréquences dans la bande des 450 MHz sur neuf sites. 
Au Royaume-Uni, dans les îles anglo-normandes et ailleurs, le système téléphonique « Rabbit » a été brièvement utilisé, étant un hybride de stations de base « cellulaires » et de combinés. L'une des principales limitations était qu'il fallait se trouver à moins de 300 pieds (plus près avec les bâtiments) d'une base en raison des limitations de puissance d'un appareil portable. Avec la technologie moderne, une variante similaire est envisagée pour la nouvelle « montre intelligente » 4G d'Apple afin qu'elle puisse être utilisée lors de grands événements d'une manière largement similaire à une femtocellule. 

### Réseaux européens de radiotéléphonie mobile
En Europe, plusieurs services de radiocommunication mobile mutuellement incompatibles ont été développés. 
En 1966, la Norvège avait un système appelé OLT (en) qui était contrôlé manuellement. L'ARP de la Finlande, lancé en 1971, était également manuel, tout comme le MTD suédois. Tous ont été remplacés par le système automatique NMT (Nordic Mobile Telephone) au début des années 1980. 
En juillet 1971, le Readycall a été introduit à Londres par Burndept après avoir obtenu une concession spéciale pour briser le monopole de la Poste et permettre l'appel sélectif vers des mobiles d'appels provenant du système téléphonique public. Ce système était accessible au public moyennant un abonnement de 16 £ par mois. Un an plus tard, le service a été étendu à deux autres villes du Royaume-Uni. 
L'Allemagne de l'Ouest disposait d'un réseau appelé A-Netz, lancé en 1952 comme le premier réseau public commercial de téléphonie mobile du pays. En 1972, il a été remplacé par le B-Netz (en), qui connectait les appels automatiquement. 

## Concept cellulaire

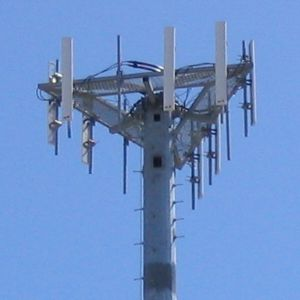
Un réseau d'antennes de réseau cellulaire multidirectionnel (antenne-relais de téléphonie mobile).

En décembre 1947, Douglas H. Ring (en) et W. Rae Young (en), ingénieurs des laboratoires Bell, ont proposé des cellules hexagonales pour les téléphones mobiles dans les véhicules. À ce stade, la technologie permettant de mettre en œuvre ces idées n'existait pas, et les fréquences n'avaient pas été attribuées. Deux décennies allaient s'écouler avant que Richard H. Frenkiel (en), Joel S. Engel et Philip T. Porter (en) des laboratoires Bell ne développent les premières propositions en un plan de système beaucoup plus détaillé. C'est Porter qui a été le premier à proposer que les tours cellulaires utilisent les antennes directionnelles désormais bien connues afin de réduire les interférences et d'augmenter la réutilisation des canaux (voir l'image à droite). Porter a également inventé la méthode « composer puis envoyer » utilisée par tous les téléphones cellulaires afin de réduire le temps de canal perdu. 
Dans tous ces premiers exemples, un téléphone mobile devait rester dans la zone de couverture desservie par une station de base pendant toute la durée de l'appel téléphonique, c'est-à-dire qu'il n'y avait pas de continuité de service lorsque les téléphones se déplaçaient dans plusieurs zones cellulaires. Les concepts de réutilisation des fréquences et de transfert, ainsi qu'un certain nombre d'autres concepts qui constituent la base de la technologie moderne de téléphonie cellulaire, ont été décrits à la fin des années 1960 dans des articles de Frenkiel et Porter. En 1970, Amos E. Joel Jr. (en), un ingénieur des laboratoires Bell, a inventé un « circuit à trois faces » pour faciliter le processus de « transfert d'appel » d'une cellule à une autre. Son brevet contenait une description précoce du concept cellulaire des laboratoires Bell, mais comme les systèmes de commutation sont devenus plus rapides, un tel circuit est devenu inutile et n'a jamais été mis en œuvre dans un système. 
Un plan de commutation de téléphone cellulaire a été décrit par Fluhr et Nussbaum en 1973, et un système de signalisation de données de téléphone cellulaire a été décrit en 1977 par Hachenburg et al. 

## Émergence de services automatisés
Le premier système de téléphonie mobile entièrement automatisé pour les véhicules a été lancé en Suède en 1956. Appelé MTA (Mobiltelefonisystem A), il permettait de passer et de recevoir des appels dans la voiture à l'aide d'un cadran rotatif. Le téléphone de la voiture pouvait également être bipé. Les appels passés depuis la voiture étaient des appels directs, tandis que les appels entrants nécessitaient un opérateur pour localiser l'antenne relais la plus proche de la voiture. Il a été développé par Sture Laurén et d'autres ingénieurs de l'opérateur de réseau Televerket. Ericsson a fourni le standard téléphonique tandis que Svenska Radioaktiebolaget (SRA) et Marconi ont fourni les téléphones et l'équipement de la station de base. Les téléphones MTA étaient composés de tubes à vide et de relais, et pesaient 40 kilogrammes (88 lb). En 1962, une version améliorée appelée Mobile System B (MTB) a été introduite. Il s'agissait d'un téléphone à bouton-poussoir, qui utilisait des transistors et la signalisation DTMF pour améliorer sa fiabilité opérationnelle. En 1971, la version MTD a été lancée, s'ouvrant à plusieurs marques d'équipement différentes et remportant un succès commercial,. Le réseau est resté ouvert jusqu'en 1983 et comptait encore 600 clients lors de sa fermeture. 
En 1958, le développement d'un système similaire pour les automobilistes a commencé en URSS. Le service national de téléphonie mobile civile « Altay » était basé sur la norme soviétique MRT-1327. Les principaux développeurs du système Altay étaient le Voronezh Science Research Institute of Communications (VNIIS) et le State Specialized Project Institute (GSPI). En 1963, le service a démarré à Moscou et, en 1970, il était déployé dans 30 villes d'URSS. Des versions du système Altay sont encore utilisées aujourd'hui comme système de lignes groupées dans certaines régions de Russie. 
En 1959, une compagnie de téléphone privée de Brewster, Kansas, USA, la S&T Telephone Company (toujours en activité aujourd'hui), avec l'utilisation d'équipements de radiotéléphonie Motorola et d'une tour privée, a offert au public des services de téléphonie mobile dans cette zone locale du nord-ouest du Kansas. Ce système était un service d'appel direct par le biais de leur standard téléphonique local et était installé dans de nombreux véhicules privés, notamment des moissonneuses-batteuses, des camions et des automobiles. Pour une raison encore inconnue, le système, après avoir été mis en ligne et avoir fonctionné pendant une très courte période, a été arrêté. La direction de la société a immédiatement changé, et le système entièrement opérationnel et l'équipement connexe ont été immédiatement démantelés au début de 1960, pour ne plus jamais être revus[réf. nécessaire]. 
En 1966, la Bulgarie a présenté le téléphone automatique mobile de poche RAT-0,5 combiné à une station de base RATZ-10 (RATC-10) à l'exposition internationale Interorgtechnika-66. Une station de base, reliée à une ligne téléphonique, pouvait desservir jusqu'à six clients (magazine « Radio », 2, 1967 ; actualités « Novosti dnya », 37, 1966). 
L'un des premiers réseaux de téléphonie mobile commerciaux publics réussis a été le réseau ARP en Finlande, lancé en 1971. À titre posthume, ARP est parfois considéré comme un réseau cellulaire de génération zéro (0G), se situant légèrement au-dessus des réseaux propriétaires et à couverture limitée antérieurs[réf. nécessaire]. 

## Téléphone mobile de poche

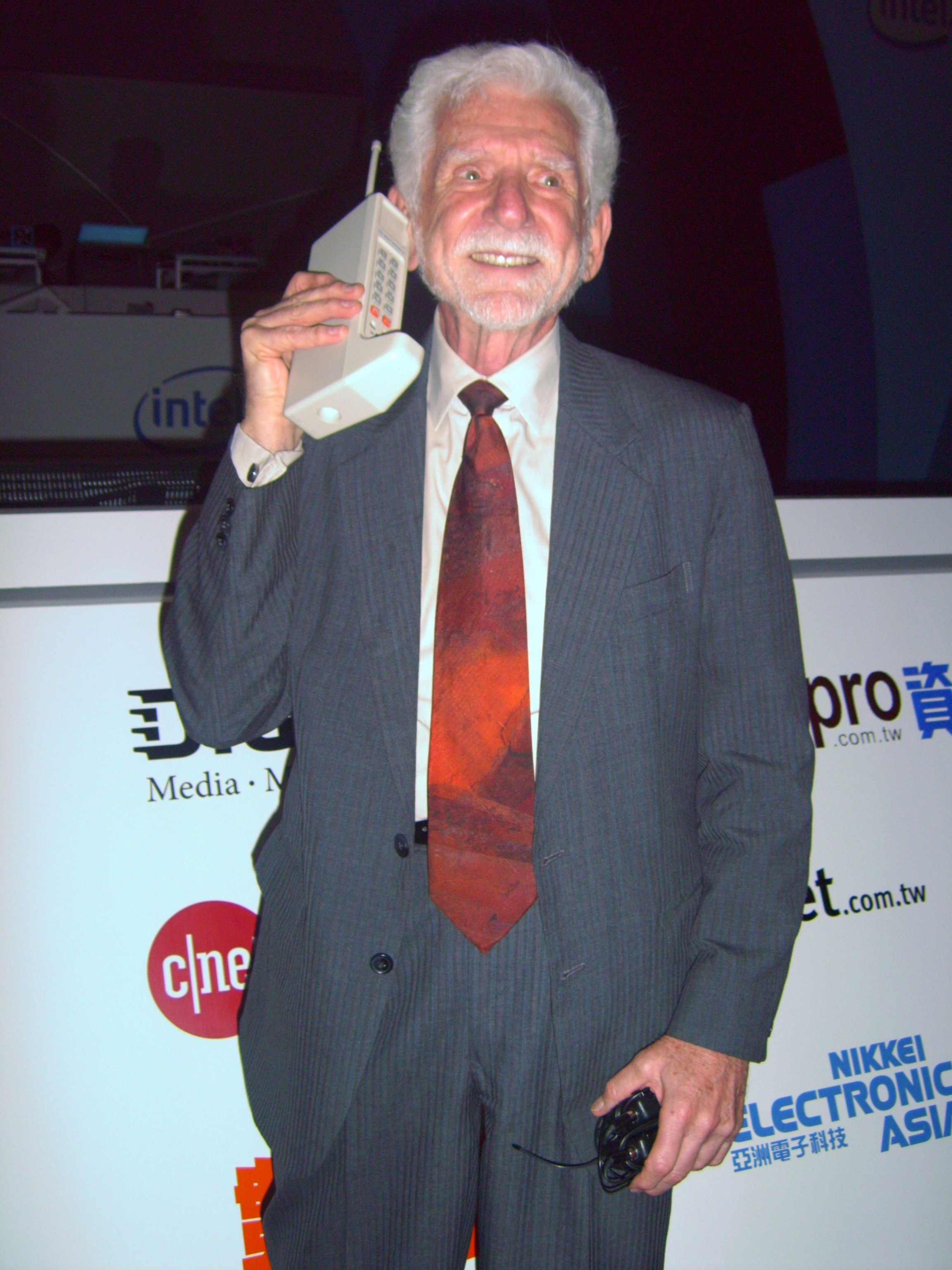
Martin Cooper photographié en 2007 avec son prototype de téléphone portable de 1972.

Avant 1973, la téléphonie mobile était limitée aux téléphones installés dans les voitures et autres véhicules. Motorola a été la première entreprise à produire un téléphone mobile portable. Le 3 avril 1973, Martin Cooper, un chercheur et cadre de Motorola, a effectué le premier appel téléphonique mobile à partir d'un équipement d'abonné portatif, en passant un appel au Dr Joel S. Engel de Bell Labs, son rival,,. Le prototype de téléphone portatif utilisé par le Dr Cooper pesait 1,1 kilogramme (2,4 lb) et mesurait 23 par 13 par 4,5 centimètres (9,1 par 5,1 par 1,8 in). Le prototype offrait une durée de conversation de seulement 30 minutes et il fallait 10 heures pour le recharger. 
John F. Mitchell (en),,, le chef des produits de communication portables de Motorola et le patron de Cooper en 1973, a joué un rôle clé dans l'avancement du développement des équipements de téléphonie mobile de poche. Mitchell n'a pas réussi à pousser Motorola à développer des produits de communication sans fil suffisamment petits pour être utilisés partout et a participé à la conception du téléphone cellulaire,. 

## Premières générations
Les technologies plus récentes ont été développées et déployées en une série de vagues ou de générations. La terminologie « génération » ne s'est généralisée qu'avec le lancement de la 3G, mais elle est désormais utilisée rétroactivement pour désigner les systèmes antérieurs. 

### 1G - Cellulaire analogique
Les premiers systèmes cellulaires analogiques automatiques jamais déployés ont été le système de NTT, utilisé pour la première fois en 1979 pour les téléphones de voiture à Tokyo (puis dans le reste du Japon), et le système NMT, lancé dans les pays nordiques en 1981. 
Le premier système cellulaire analogique largement déployé en Amérique du Nord a été l'Advanced Mobile Phone System (AMPS), qui a été introduit commercialement sur le continent américain le 13 octobre 1983, en Israël en 1986 et en Australie en 1987. L'AMPS était une technologie pionnière qui a contribué à l'utilisation massive de la technologie cellulaire sur le marché, mais il présentait plusieurs problèmes graves par rapport aux normes modernes. Il n'était pas crypté et facilement vulnérable à l'écoute clandestine par le biais d'un scanner ; il était sensible au « clonage » des téléphones cellulaires et il utilisait un système d'accès multiple par répartition en fréquence (AMRF) qui nécessitait une quantité importante de spectre sans fil. 
Le 6 mars 1983, le téléphone mobile DynaTAC 8000X est lancé sur le premier réseau 1G américain par Ameritech (en). Le développement de ce téléphone a coûté 100 millions de dollars et il a fallu plus de dix ans pour qu'il soit commercialisé. La demande des consommateurs a été forte malgré l'autonomie de la batterie, le poids et le faible temps de conversation, et les listes d'attente se comptaient par milliers,. 
Bon nombre des premiers téléphones portables commerciaux emblématiques, tels que le DynaTAC de Motorola, ont été remplacés par le système AMPS numérique (D-AMPS) en 1990, et le service AMPS a été arrêté par la plupart des opérateurs nord-américains en 2008. 
En février 1986, l'Australie a lancé son système de téléphonie cellulaire par Telecom Australia. Peter Reedman a été le premier client de Telecom à être connecté le 6 janvier 1986 avec cinq autres abonnés en tant que clients tests avant la date officielle de lancement du 28 février. 

### 2G - Cellulaire numérique

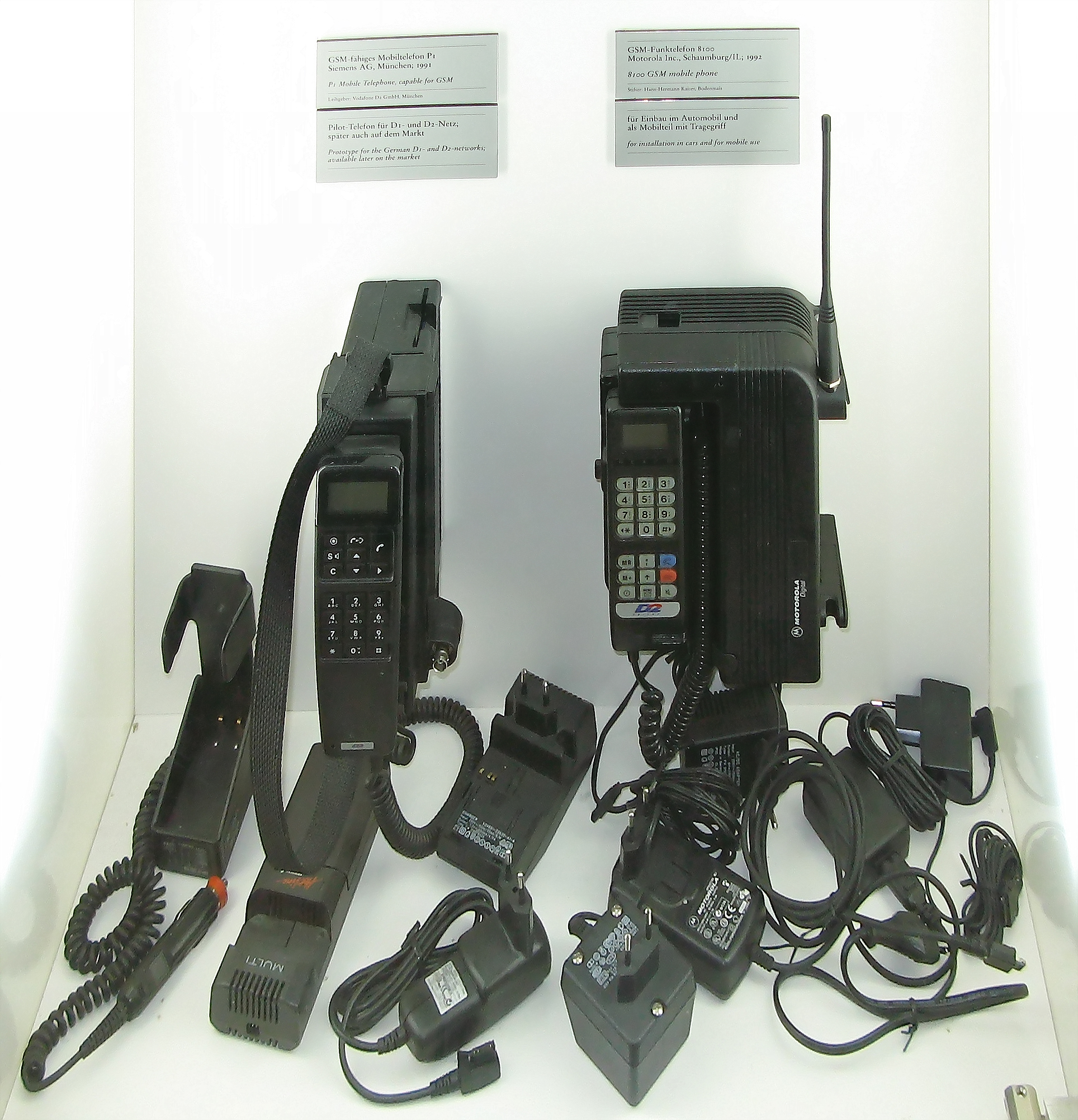
Deux téléphones mobiles GSM de 1991 avec plusieurs adaptateurs secteur.

Dans les années 1990, les systèmes de téléphonie mobile de « deuxième génération » sont apparus. Deux systèmes se sont disputé la suprématie sur le marché mondial : la norme GSM, développée en Europe, et la norme AMRC, développée aux États-Unis. Ces systèmes se distinguent de la génération précédente par l'utilisation de la transmission numérique au lieu de l'analogique, ainsi que par la signalisation rapide hors bande entre le téléphone et le réseau. L'augmentation de l'utilisation des téléphones mobiles résultant de la 2G a été explosive et cette époque a également vu l'avènement des téléphones mobiles prépayés. 
En 1991, le premier réseau GSM (Radiolinja (en)) a été lancé en Finlande. En général, les fréquences utilisées par les systèmes 2G en Europe étaient plus élevées que celles utilisées en Amérique, avec toutefois un certain chevauchement. Par exemple, la gamme de fréquences de 900 MHz était utilisée à la fois par les systèmes 1G et 2G en Europe, de sorte que les systèmes 1G ont été rapidement fermés pour faire place aux systèmes 2G. En Amérique, la norme IS-54 a été déployée dans la même bande que l'AMPS et a déplacé certains des canaux analogiques existants. 
En 1993, l'IBM Simon a été présenté. Il s'agissait probablement du premier smartphone au monde. Il s'agissait d'un téléphone mobile, d'un téléavertisseur, d'un télécopieur et d'un assistant numérique personnel tout en un. Il comprenait un calendrier, un carnet d'adresses, une horloge, une calculatrice, un bloc-notes, une messagerie électronique et un écran tactile avec un clavier QWERTY. L'IBM Simon était doté d'un stylet, utilisé pour toucher l'écran tactile. Il était doté d'une fonction de saisie prédictive qui devinait les caractères suivants au fur et à mesure que vous tapotiez. Il disposait d'applications, ou du moins d'un moyen de fournir davantage de fonctionnalités en branchant une carte mémoire PCMCIA de 1,8 Mo dans le téléphone. Parallèlement à l'introduction des systèmes 2G, on a assisté à une tendance à délaisser les gros téléphones « briques » au profit de minuscules appareils portatifs de 100 à 200 grammes (3,5 à 7,1 oz). Ce changement a été possible non seulement grâce à des améliorations technologiques telles que des batteries plus perfectionnées et des appareils électroniques plus économes en énergie, mais aussi en raison de la densité accrue des sites cellulaires pour répondre à l'utilisation croissante. Cette dernière a permis de réduire la distance moyenne de transmission entre le téléphone et l'antenne relais, ce qui a permis d'augmenter l'autonomie de la batterie lors des déplacements. 

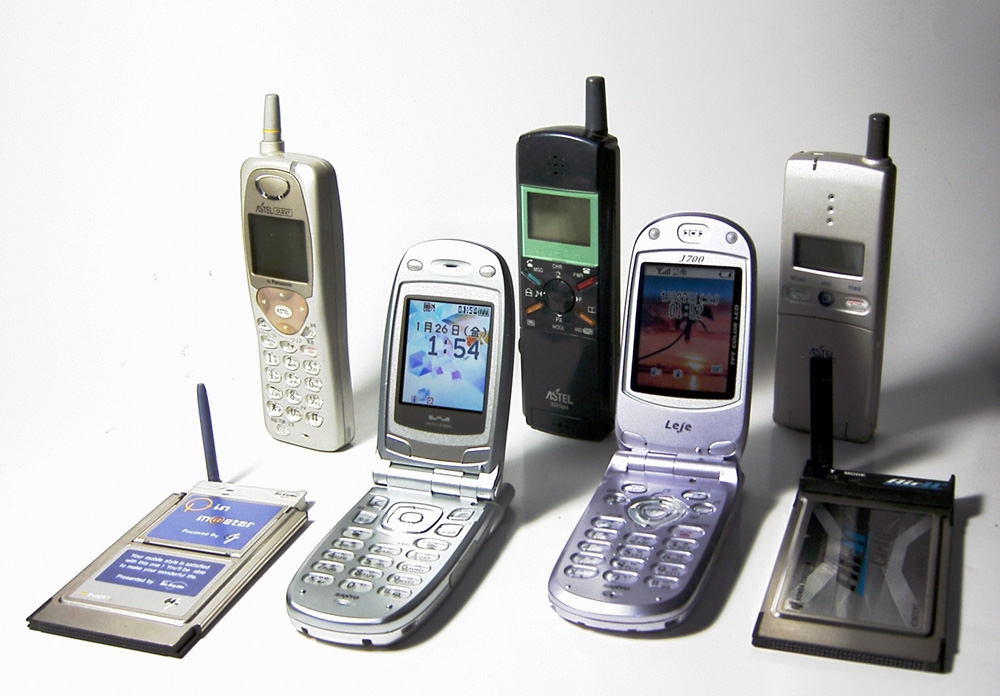
Mobiles et modems utilisant Personal Handy-phone System, 1997-2003.

La deuxième génération a introduit une nouvelle variante de communication appelée SMS ou messagerie textuelle. Au départ, elle n'était disponible que sur les réseaux GSM, mais elle s'est finalement répandue sur tous les réseaux numériques. Le premier message SMS généré par une machine a été envoyé au Royaume-Uni le 3 décembre 1992, suivi en 1993 par le premier SMS envoyé de personne à personne en Finlande. L'arrivée des services prépayés à la fin des années 1990 a rapidement fait du SMS la méthode de communication préférée des jeunes, une tendance qui s'est étendue à tous les âges. 
La 2G a également introduit la possibilité d'accéder à du contenu multimédia sur les téléphones mobiles. En 1998, le premier contenu téléchargeable vendu sur les téléphones mobiles était la sonnerie, lancée par la société finlandaise Radiolinja (aujourd'hui Elisa). La publicité sur le téléphone mobile est apparue pour la première fois en Finlande avec le lancement en 2000 d'un service quotidien gratuit de titres d'actualité par SMS, sponsorisé par la publicité. 
Les paiements mobiles ont été testés en 1998 en Finlande et en Suède, où un téléphone mobile a été utilisé pour payer un distributeur automatique de Coca-Cola et un parking. Des lancements commerciaux ont suivi en 1999 en Norvège. Le premier système de paiement commercial imitant les banques et les cartes de crédit a été lancé aux Philippines en 1999, simultanément par les opérateurs de téléphonie mobile Globe et Smart. 
Le premier service Internet complet sur les téléphones mobiles a été introduit par NTT DoCoMo au Japon en 1999. 

### 3G - Haut débit mobile
Au fur et à mesure que l'utilisation des téléphones 2G se répandait et que les gens commençaient à utiliser les téléphones mobiles dans leur vie quotidienne, il est devenu évident que la demande de données (comme l'accès à la navigation sur Internet) augmentait. En outre, l'expérience des services fixes à large bande a montré qu'il y aurait également une demande croissante pour des vitesses de données plus élevées. La technologie 2G étant loin d'être à la hauteur, l'industrie a commencé à travailler sur la prochaine génération de technologie, appelée 3G. La principale différence technologique qui distingue la technologie 3G de la technologie 2G est l'utilisation de la commutation par paquets plutôt que de la commutation de circuits pour la transmission des données. En outre, le processus de normalisation s'est concentré sur les exigences plutôt que sur la technologie (débit maximal de 2 Mbit/s à l'intérieur, 384 kbit/s à l'extérieur, par exemple). 
Inévitablement, cela a donné lieu à de nombreuses normes concurrentes, les différents prétendants mettant en avant leurs propres technologies, et la vision d'une norme mondiale unifiée unique était loin d'être une réalité. Les réseaux CDMA 2G standard sont devenus conformes à la norme 3G avec l'adoption de la révision A de l'EV-DO, qui a apporté plusieurs ajouts au protocole tout en conservant la rétrocompatibilité : 
- Introduction de plusieurs nouveaux débits de données sur la liaison aller qui font passer le débit maximal en rafale de 2,45 Mbit/s à 3,1 Mbit/s.
- Protocoles permettant de réduire le temps d'établissement des connexions
- Possibilité pour plusieurs mobiles de partager le même créneau horaire.
- Introduction de drapeaux de qualité de service (QoS)

Tous ces éléments ont été mis en place pour permettre des communications à faible latence et à faible débit binaire telles que la VoIP. 
Le premier réseau d'essai pré-commercial avec la technologie 3G a été lancé par NTT DoCoMo au Japon dans la région de Tokyo en mai 2001. NTT DoCoMo a lancé le premier réseau commercial 3G le 1er octobre 2001, en utilisant la technologie WCDMA. En 2002, les premiers réseaux 3G utilisant la technologie concurrente CDMA2000 1xEV-DO ont été lancés par SK Telecom et KTF en Corée du Sud, et par Monet aux États-Unis. Monet a depuis fait faillite. Fin 2002, le deuxième réseau WCDMA a été lancé au Japon par Vodafone KK (aujourd'hui Softbank). Les lancements européens de la 3G ont eu lieu en Italie et au Royaume-Uni par le groupe Three/Hutchison, sur WCDMA. En 2003, huit autres lancements commerciaux de la 3G ont eu lieu, dont six sur WCDMA et deux sur la norme EV-DO. 
Pendant le développement des systèmes 3G, des systèmes 2.5G tels que le CDMA2000 1x et le GPRS ont été développés comme extensions des réseaux 2G existants. Ces systèmes offrent certaines des caractéristiques de la 3G sans pour autant offrir les débits élevés promis ou la gamme complète de services multimédias. Le CDMA2000-1X offre des débits de données maximaux théoriques allant jusqu'à 307 kbit/s. Juste après, le système EDGE couvre en théorie les exigences d'un système 3G, mais il se situe si près de ces exigences que tout système pratique serait certainement insuffisant. 
Les vitesses de connexion élevées de la technologie 3G ont permis une transformation du secteur : pour la première fois, la diffusion en continu de contenus radiophoniques (et même télévisuels) sur des combinés 3G est devenue possible, avec des sociétés telles que RealNetworks et Disney parmi les pionniers de ce type d'offre. 
Au milieu des années 2000, une évolution de la technologie 3G a commencé à être mise en œuvre, à savoir le HSDPA (High-Speed Downlink Packet Access). Il s'agit d'un protocole de communication de téléphonie mobile 3G (troisième génération) amélioré de la famille HSPA (High-Speed Packet Access), également appelé 3.5G, 3G+ ou turbo 3G, qui permet aux réseaux basés sur l'UMTS (Universal Mobile Telecommunications System) d'avoir des vitesses et des capacités de transfert de données plus élevées. Les déploiements HSDPA actuels prennent en charge des vitesses de liaison descendante de 1,8, 3,6, 7,2 et 14,0 Mbit/s. 
Fin 2007, on comptait 295 millions d'abonnés aux réseaux 3G dans le monde, soit 9 % du nombre total d'abonnés dans le monde. Environ deux tiers d'entre eux utilisaient la norme WCDMA et un tiers la norme EV-DO. Les services de télécommunications 3G ont généré plus de 120 milliards de dollars de recettes en 2007 et, sur de nombreux marchés, la majorité des nouveaux téléphones activés étaient des téléphones 3G. Au Japon et en Corée du Sud, le marché ne fournit plus de téléphones de la deuxième génération. 
Bien que les téléphones mobiles aient depuis longtemps la capacité d'accéder à des réseaux de données tels que l'Internet, ce n'est qu'avec la généralisation d'une couverture 3G de bonne qualité au milieu des années 2000 (décennie) que des appareils spécialisés sont apparus pour accéder au web mobile. Les premiers appareils de ce type, connus sous le nom de « dongles », se branchent directement sur un ordinateur via le port USB. Une autre nouvelle catégorie de dispositifs est apparue par la suite, les « routeurs sans fil compacts », tels que le MiFi (en) de Novatel, qui mettent la connectivité Internet 3G à la disposition de plusieurs ordinateurs simultanément via le Wi-Fi, plutôt qu'à un seul ordinateur via une prise USB. 
Ces dispositifs sont devenus particulièrement populaires pour les ordinateurs portables en raison de la portabilité accrue qu'ils confèrent. En conséquence, certains fabricants d'ordinateurs ont commencé à intégrer la fonction de données mobiles directement dans l'ordinateur portable, de sorte qu'un dongle ou un MiFi n'était pas nécessaire. Au lieu de cela, la carte SIM pouvait être insérée directement dans l'appareil lui-même pour accéder aux services de données mobiles. Ces ordinateurs portables compatibles 3G ont été baptisés « netbooks ». D'autres types d'appareils compatibles avec les données ont suivi les traces du netbook. Au début de l'année 2010, des lecteurs électroniques, tels que Amazon Kindle et le Nook de Barnes & Noble, étaient déjà disponibles avec l'Internet sans fil intégré, et Apple avait annoncé son intention d'intégrer l'Internet sans fil à ses tablettes iPad plus tard dans l'année. 

## 4G - Réseaux IP natifs
En 2009, il était devenu évident qu'à un moment donné, les réseaux 3G seraient dépassés par la croissance des applications gourmandes en bande passante, telles que les médias en continu. Par conséquent, l'industrie a commencé à se tourner vers les technologies de 4e génération optimisées pour les données, avec la promesse d'une vitesse jusqu'à 10 fois supérieure à celle des technologies 3G existantes. Les deux premières technologies disponibles sur le marché sous le nom de 4G étaient la norme WiMAX (proposée aux États-Unis par Sprint) et la norme LTE, proposée pour la première fois en Scandinavie par TeliaSonera. 
L'une des principales différences technologiques entre la 4G et la 3G réside dans l'élimination de la commutation de circuits au profit d'un réseau tout IP. Ainsi, la 4G a permis de traiter les appels vocaux comme n'importe quel autre type de média audio en continu, en utilisant la commutation par paquets sur les réseaux Internet, LAN ou WAN via la VoIP. 

## 5G - Communications mobiles cellulaires
« 5G » est la prochaine version des normes de téléphonie mobile cellulaire. Les normes 5G incluent un spectre radioélectrique en bande millimétrique pour permettre des vitesses de données allant jusqu'à 1 gigabit par seconde, et réduire la latence (le temps de traitement pour traiter une transmission de données) entre le combiné et le réseau à quelques millisecondes. Les normes 5G comprennent également un spectre à bande basse et à bande moyenne similaire à celui des réseaux existants. Les compagnies de téléphone introduisent la technologie 5G à partir de 2019. 

## Normes relatives aux chargeurs d'appareils mobiles
| Port      | Courant      | Tension | Puissance (max) |
| --------- | ------------ | ------- | --------------- |
| Micro-USB | 500 mA       | 5 V     | 2.5 W           |
| Micro-USB | 1 A          | 5 V     | 5 W             |
| Micro-USB | 2 A          | 5 V     | 10 W            |
| USB-C     | 100 mA à 3 A | 5 V     | 15 W            |
| USB-C     | 1.7 A à 3 A  | 9 V     | 27 W            |
| USB-C     | 1.8 A à 3 A  | 15 V    | 45 W            |
| USB-C     | 2.25 A à 5 A | 20 V    | 100 W           |

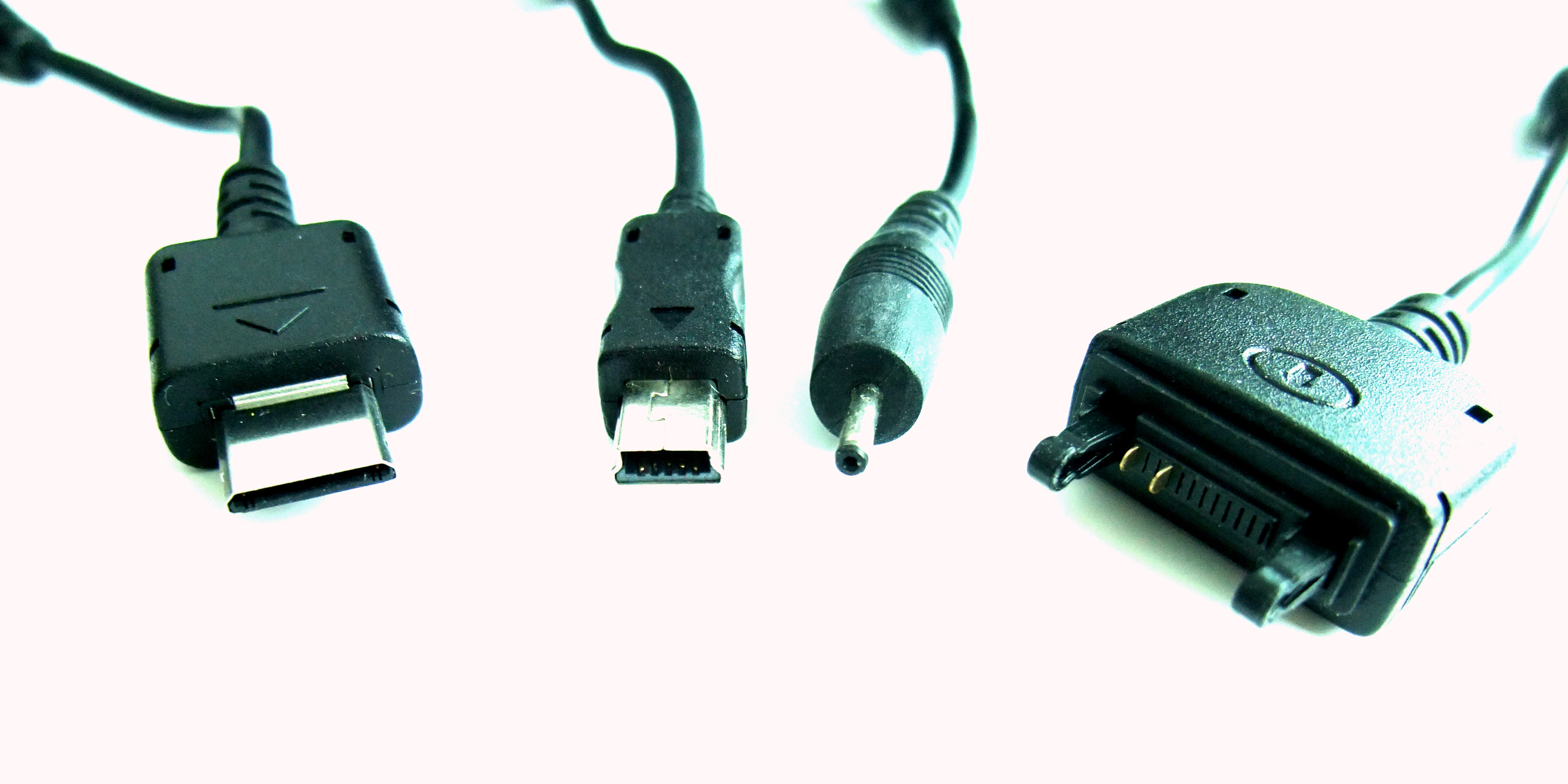
Les fiches de chargeurs de téléphones portables avant la norme universelle (de gauche à droite) Samsung E900, Motorola V3, Nokia 6101 et Sony Ericsson K750.

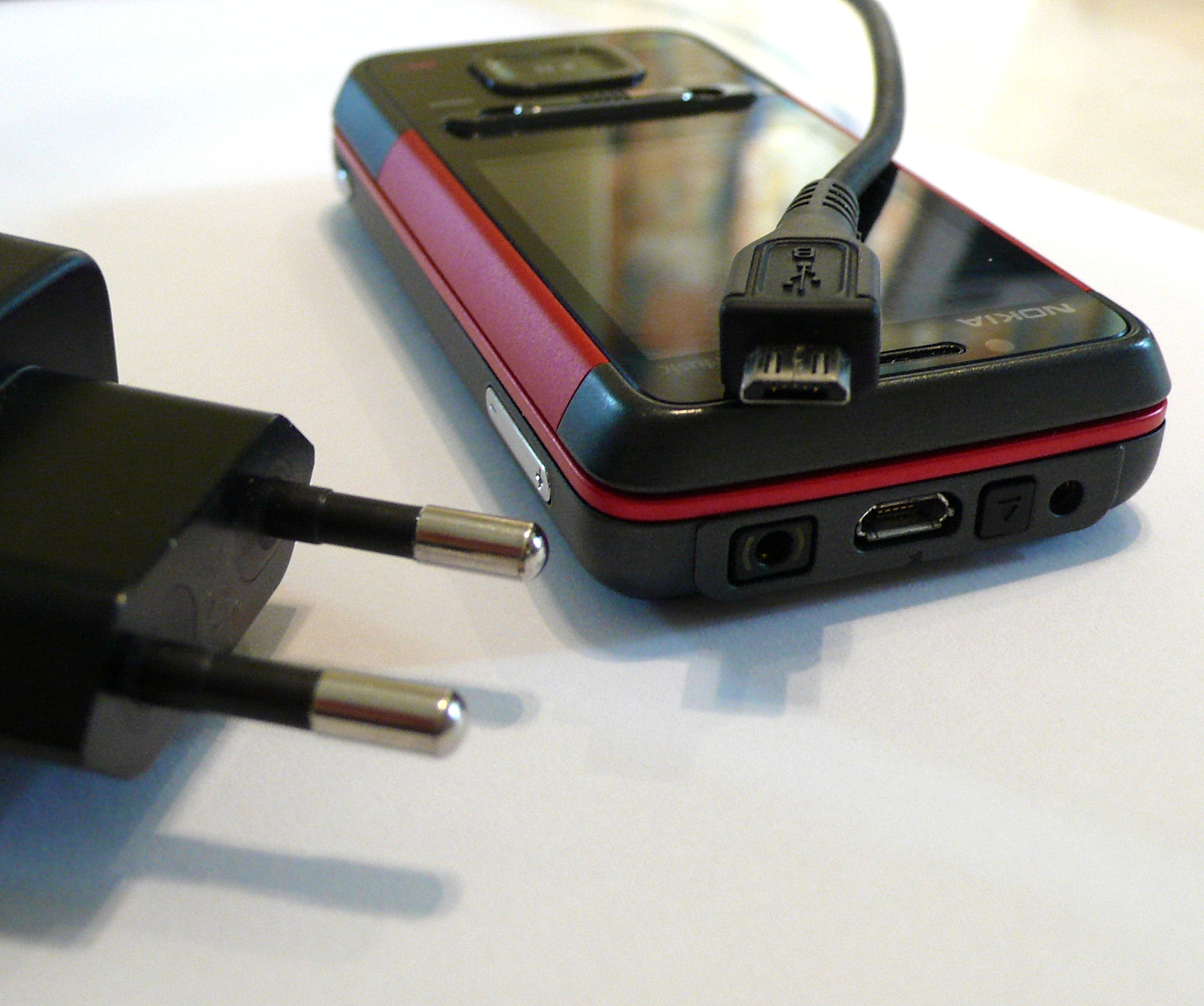
L'interface Micro-USB se trouve sur les chargeurs des téléphones fixes et des smartphones.

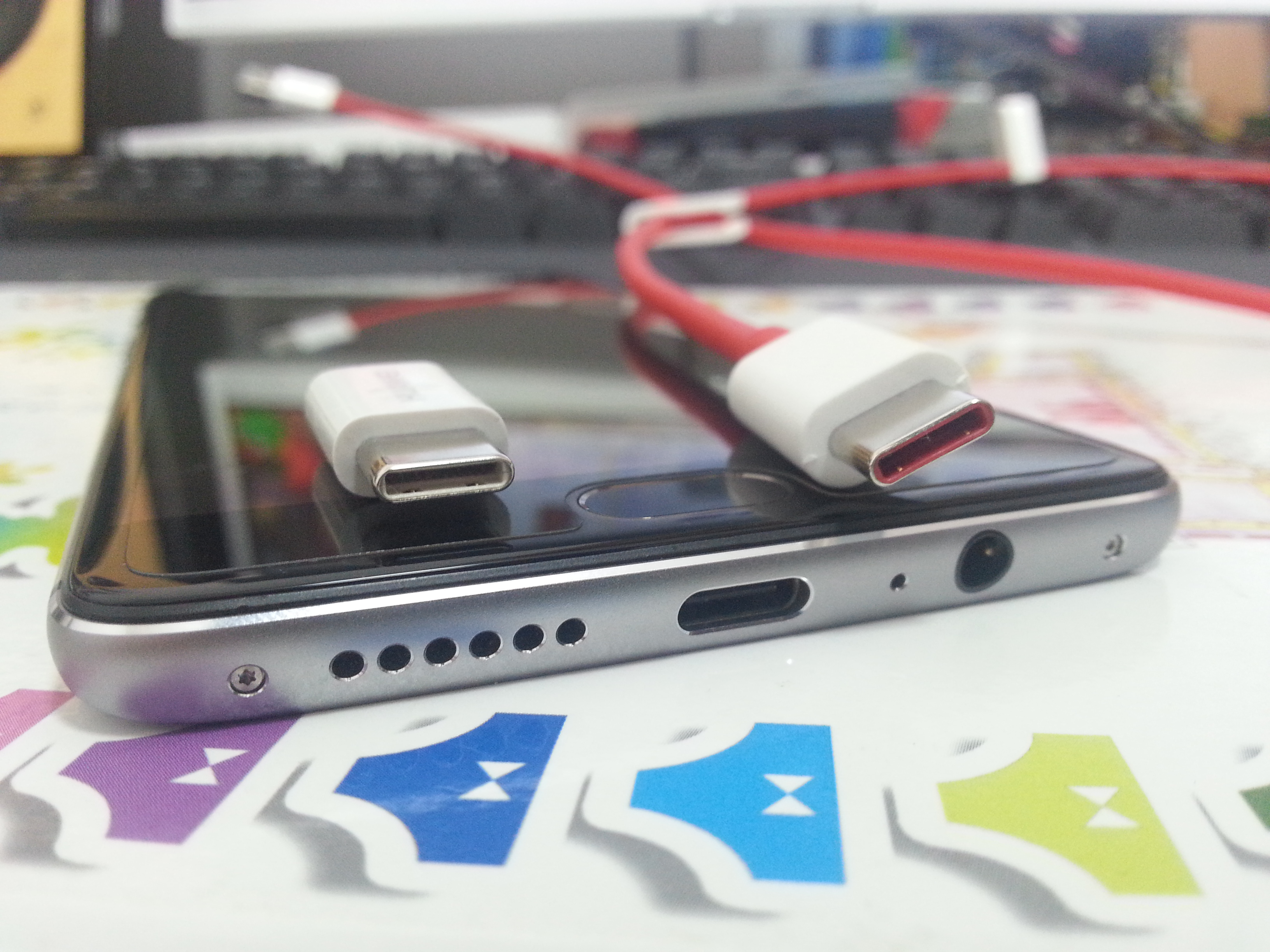
L'interface USB-C est de plus en plus présente sur les (chargeurs de) smartphones.

Avant qu'une norme de chargeur universel ne soit adoptée à la fin des années 2000, les utilisateurs avaient besoin d'un adaptateur, souvent propriétaire de la marque ou du fabricant, pour charger leur batterie. Par la suite, les téléphones mobiles des grandes marques ont généralement utilisé un câble USB avec une interface micro-USB ou, depuis le milieu des années 2010, USB-C. L'iPhone d'Apple est la seule grande marque à conserver sa propre interface (connecteur dock à 30 broches remplacé par Lightning en 2012).

### En Chine
Depuis le 14 juin 2007, tous les nouveaux téléphones mobiles demandant une licence en Chine doivent utiliser un port USB comme port d'alimentation pour le chargement de la batterie,. Il s'agit de la première norme à utiliser la convention consistant à court-circuiter D+ et D-.

### Solution de charge universelle OMTP/GSMA
En septembre 2007, le groupe Open Mobile Terminal Platform (en) (un forum d'opérateurs de réseaux mobiles et de fabricants tels que Nokia, Samsung, Motorola, Sony Ericsson et LG) a annoncé que ses membres avaient convenu que Micro-USB serait le futur connecteur commun pour les appareils mobiles,. 
La GSM Association (GSMA) a fait de même le 17 février 2009,,,, et le 22 avril 2009, la CTIA – The Wireless Association (en), l'Union internationale des télécommunications (UIT) a annoncé le 22 octobre 2009 qu'elle avait également adopté la solution de charge universelle en tant que « nouvelle solution de téléphonie mobile économe en énergie à chargeur unique », et a ajouté : « Les chargeurs UCS seront également dotés d'une cote d'efficacité de 4 étoiles ou plus, soit jusqu'à trois fois plus efficace qu'un chargeur non coté », « Basés sur l'interface Micro-USB, les chargeurs UCS comprendront également un classement d'efficacité 4 étoiles ou plus - jusqu'à trois fois plus efficace sur le plan énergétique qu'un chargeur non classé ». 

### Norme européenne d'alimentation des smartphones
En juin 2009, un grand nombre des plus grands fabricants de téléphones mobiles au monde ont signé un protocole d'accord (MoU) parrainé par la CE, dans lequel ils s'engagent à rendre la plupart des téléphones mobiles compatibles avec les données commercialisés dans l'Union européenne compatibles avec une alimentation externe commune (EPS commune). La spécification EPS commune de l'UE (EN 62684:2010) fait référence à la spécification de chargement de la batterie USB et est similaire aux solutions de chargement GSMA/OMTP et chinoises,. En janvier 2011, la Commission électrotechnique internationale (CEI) a publié sa version de la norme EPS commune (de l'UE) sous la référence CEI 62684:2011. 

## Mobile par satellite
Outre le téléphone cellulaire, désormais courant, il existe une approche très différente qui consiste à connecter directement le combiné à un satellite en orbite autour de la Terre. Ces téléphones mobiles peuvent être utilisés dans des zones reculées, hors de portée des réseaux câblés ou lorsque la construction d'un réseau cellulaire n'est pas rentable. 
Le système Inmarsat est le plus ancien, développé à l'origine en 1979 pour la sécurité de la vie en mer, et utilise une série de satellites en orbite géostationnaire pour couvrir la majorité du globe. Plusieurs opérateurs plus petits utilisent la même approche avec seulement un ou deux satellites pour fournir un service régional. Une autre approche consiste à utiliser une série de satellites en orbite basse, beaucoup plus proches de la Terre. C'est la base des services de téléphonie par satellite Iridium et Globalstar.
En 2024, Iridium a lancé le projet Stardust, un service de communication par satellite basé sur la norme NB-IoT pour les réseaux non terrestres 5G, prévu pour 2026.